# جاك تومسون (ممثل)
جاك تومسون (بالإنجليزية: Jack Thompson)‏ مواليد 31 أغسطس 1940 في سيدني، هو ممثل أسترالي بدأ مسيرته الفنية عام 1968.

## الأعمال
- عيد ميلاد مجيد سيد لورانس
- روبي القاهرة
- أسهم مكسورة
- أوريجينال سين
- حرب النجوم الجزء الثاني: هجوم المستنسخين
- أستراليا

## وصلات خارجية
- جاك تومسون على موقع IMDb (الإنجليزية)
- جاك تومسون على موقع ألو سيني (الفرنسية)
- جاك تومسون على موقع ميوزك برينز (الإنجليزية)
- جاك تومسون على موقع تيرنر كلاسيك موفيز (الإنجليزية)
- جاك تومسون على موقع أول موفي (الإنجليزية)
- جاك تومسون على موقع قاعدة بيانات الأفلام السويدية (السويدية)
- جاك تومسون على موقع إن إن دي بي (الإنجليزية)
- جاك تومسون على موقع ديسكوغز (الإنجليزية)
- جاك تومسون على موقع قاعدة بيانات الفيلم (الإنجليزية)
- جاك تومسون على موقع كينوبويسك (الروسية)